# Фоли, Хью
Хью Миллер Фоли (англ. Hugh Miller Foley; 3 марта 1944, Сиэтл, Вашингтон — 9 ноября 2016) — американский гребец, выступавший за сборную США по академической гребле в 1960-х годах. Чемпион летних Олимпийских игр в Токио, обладатель двух бронзовых медалей чемпионатов Европы, чемпион Панамериканских игр в Виннипеге, победитель и призёр регат национального значения.

## Биография
Хью Фоли родился 3 марта 1944 года в Сиэтле, штат Вашингтон. Детство провёл в Мартин-Сити, Монтана, где его отец работал лесником и фермером.
В 1962 году поступил в Университет Лойола Мэримаунт в Лос-Анджелесе, где начал серьёзно заниматься академической греблей. Затем перевёлся в Ласальский университет — здесь также состоял в гребной команде, неоднократно принимал участие в различных студенческих регатах. Окончил университет в 1966 году, получив учёную степень в области бухгалтерского учёта. Проходил подготовку в лодочном клубе «Веспер» в Филадельфии, в составе которого становился чемпионом США в зачёте распашных четвёрок и восьмёрок.
Наивысшего успеха в гребле на международном уровне добился в сезоне 1964 года, когда вошёл в основной состав американской национальной сборной и благодаря череде удачных выступлений удостоился права защищать честь страны на летних Олимпийских играх в Токио. В составе экипажа-восьмёрки обошёл всех своих соперников в финальном заезде, в том числе главных фаворитов немцев, и завоевал золотую олимпийскую медаль.
В 1965 году в восьмёрках стал бронзовым призёром на чемпионате Европы в Дуйсбурге.
В 1967 году побывал на европейском первенстве в Виши, откуда привёз награду бронзового достоинства, выигранную в безрульных четвёрках. В той же дисциплине одержал победу на Панамериканских играх в Виннипеге.
После завершения спортивной карьеры в течение некоторого времени в 1970-х годах работал тренером по гребле в Бостонском университете, но впоследствии стал финансовым консультантом в Юджине, штат Орегон.
В 1996 году его дом ограбили, и золотая олимпийская медаль была похищена. Тем не менее, полиции удалось найти и вернуть медаль её законному владельцу.